# 卢卡·斯克里巴尼·罗西
卢卡·斯克里巴尼·罗西（義大利語：Luca Scribani Rossi，1960年12月29日—），意大利男子射击运动员。他曾代表意大利参加1984年、1988年和1992年夏季奥林匹克运动会射击比赛，获得一枚铜牌。